# Église Saint-Jean-Baptiste de Poey-de-Lescar
Pour les articles homonymes, voir Église Saint-Jean-Baptiste.
L'église Saint-Jean-Baptiste est l'église paroissiale de Poey-de-Lescar.

## Localisation et dédicace
L'église est située au milieu du cimetière de Poey-de-Lescar, commune périurbaine de la banlieue de Pau. Elle est dédiée à Jean le Baptiste.

## Histoire
Une première église dont la date de construction n'est pas connue existe avant le milieu du XIXe siècle. Mais elle s'avère trop petite pour les besoins de la communauté chrétienne. Un premier plan d'agrandissement est proposé en 1844, mais n’aboutit pas. Un second plan réalisé par le charpentier Navailles est approuvé en septembre 1851. Il comprend la réalisation d'un bas-côté sur le flanc droit de la nef, la réfection du clocher et de la voûte.
L'entrepreneur Julien Miramont est choisi pour réaliser les travaux, qui commencent en 1855 et se terminent en avril 1856.

## Architecture

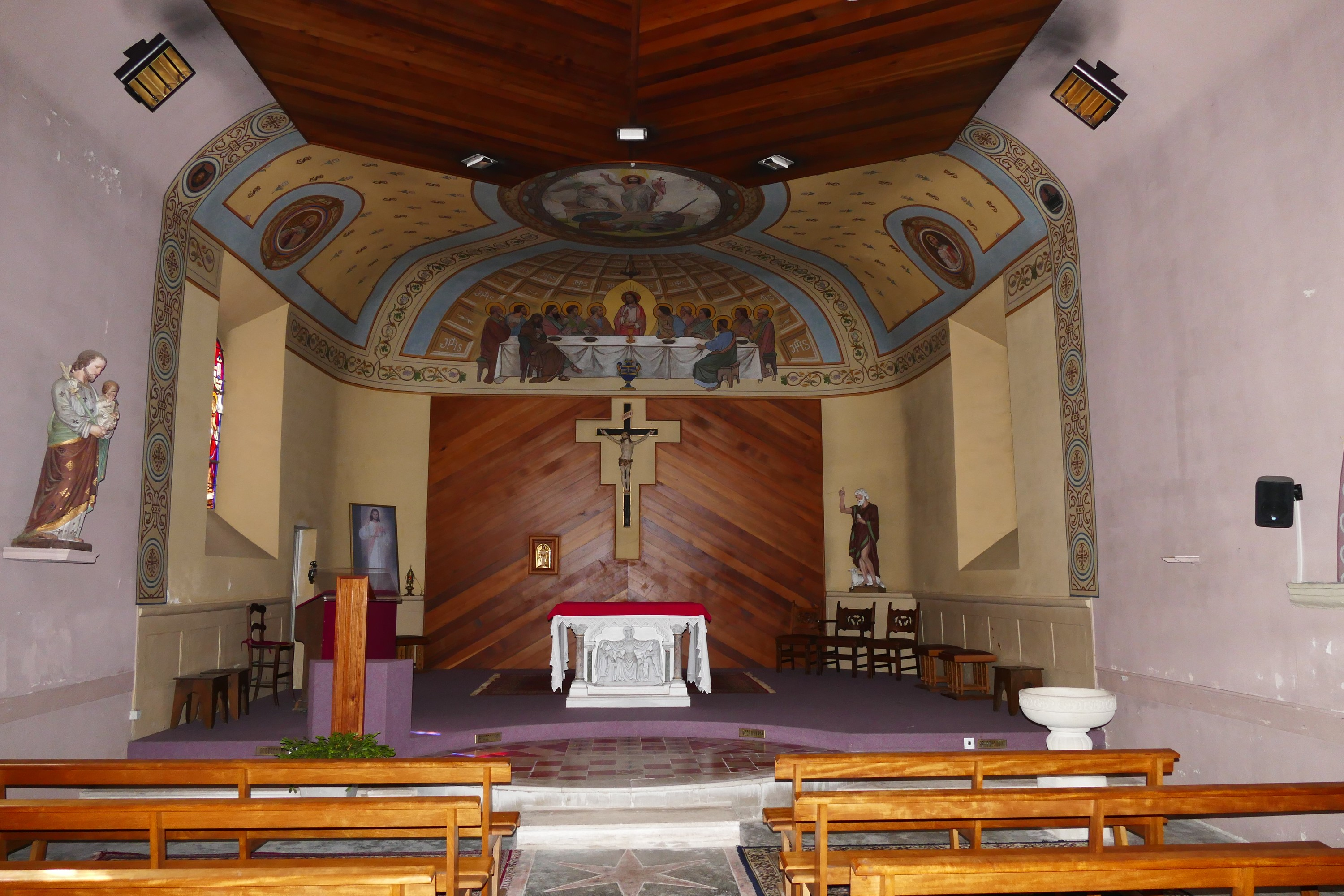
L'intérieur de l'église, vue générale vers l'autel.

L'église Saint-Jean-Baptiste est à nef unique, orientée vers l'ouest. Le bas-côté construit au XIXe siècle, du côté septentrional (droit) abrite une chapelle latérale et la sacristie. Le chevet de l'édifice est plat et l'édifice dépourvu de transept. La couverture est réalisée en ardoises, et le clocher est doté d'une flèche polygonale.

### Peintures murales
L'artiste Léonard Fortuné peint une fresque murale qui couvre les voûtes du chœur en 1896, et une autre ornant la nef en 1902.

### Vitraux
La paroisse commande en 1914 deux vitraux au vitrailliste Dagrant de Bordeaux ; ils représentent respectivement le Baptême du Christ et la Décollation de Jean Baptiste. Un troisième vitrail est acheté à Henri Gesta, de Toulouse, en 1920 ; elle montre le Christ miséricordieux se penchant sur les poilus. Enfin deux verrières représentant respectivement saint Michel et saint Benoît sont à nouveau commandés à l'atelier Dagrant en 1931.

Les vitraux de l'église Saint-Jean-Baptiste
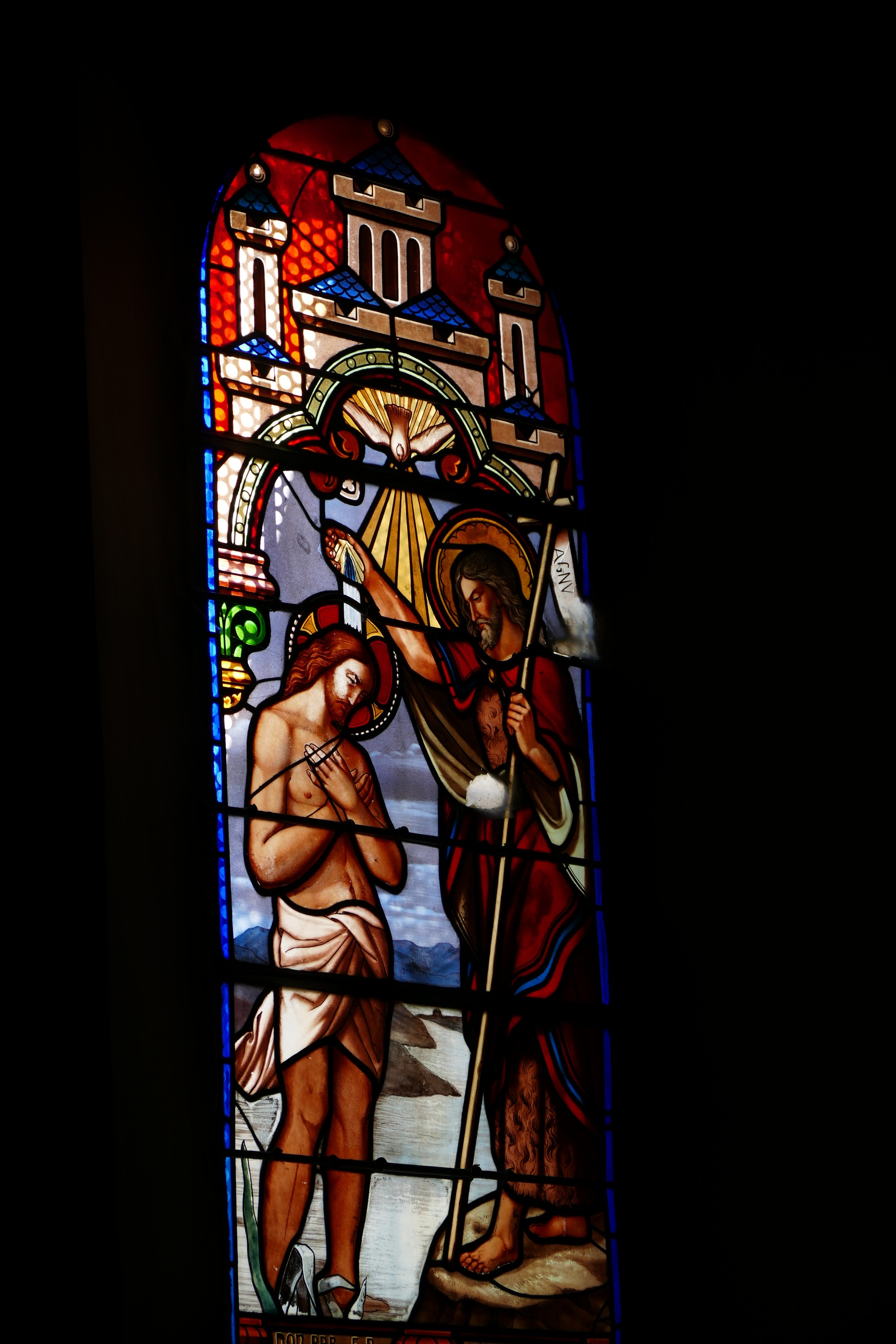
Vitrail du Baptême du Christ, de 1914.
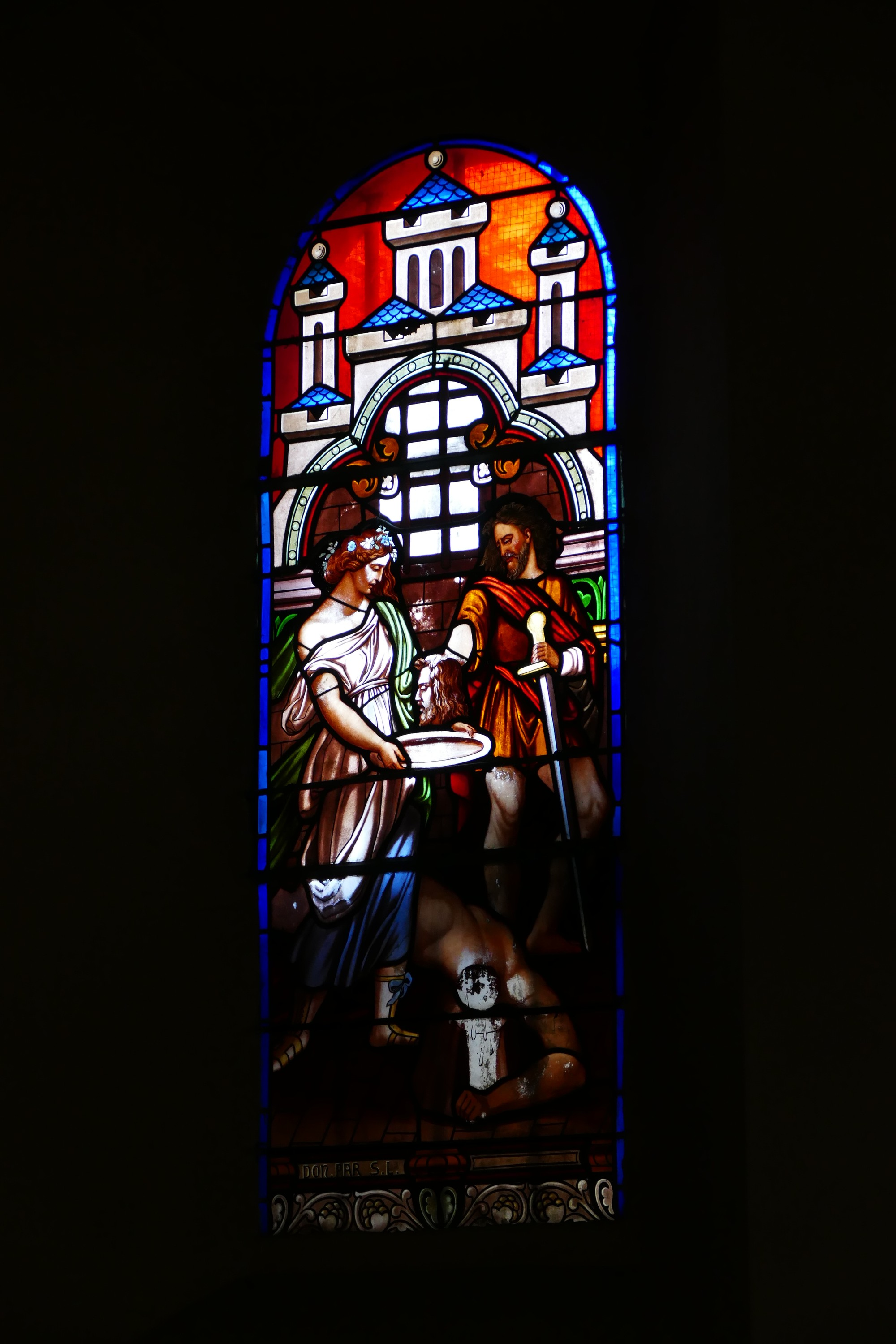
Vitrail de la Décollation de Jean-Baptiste, de 1914.
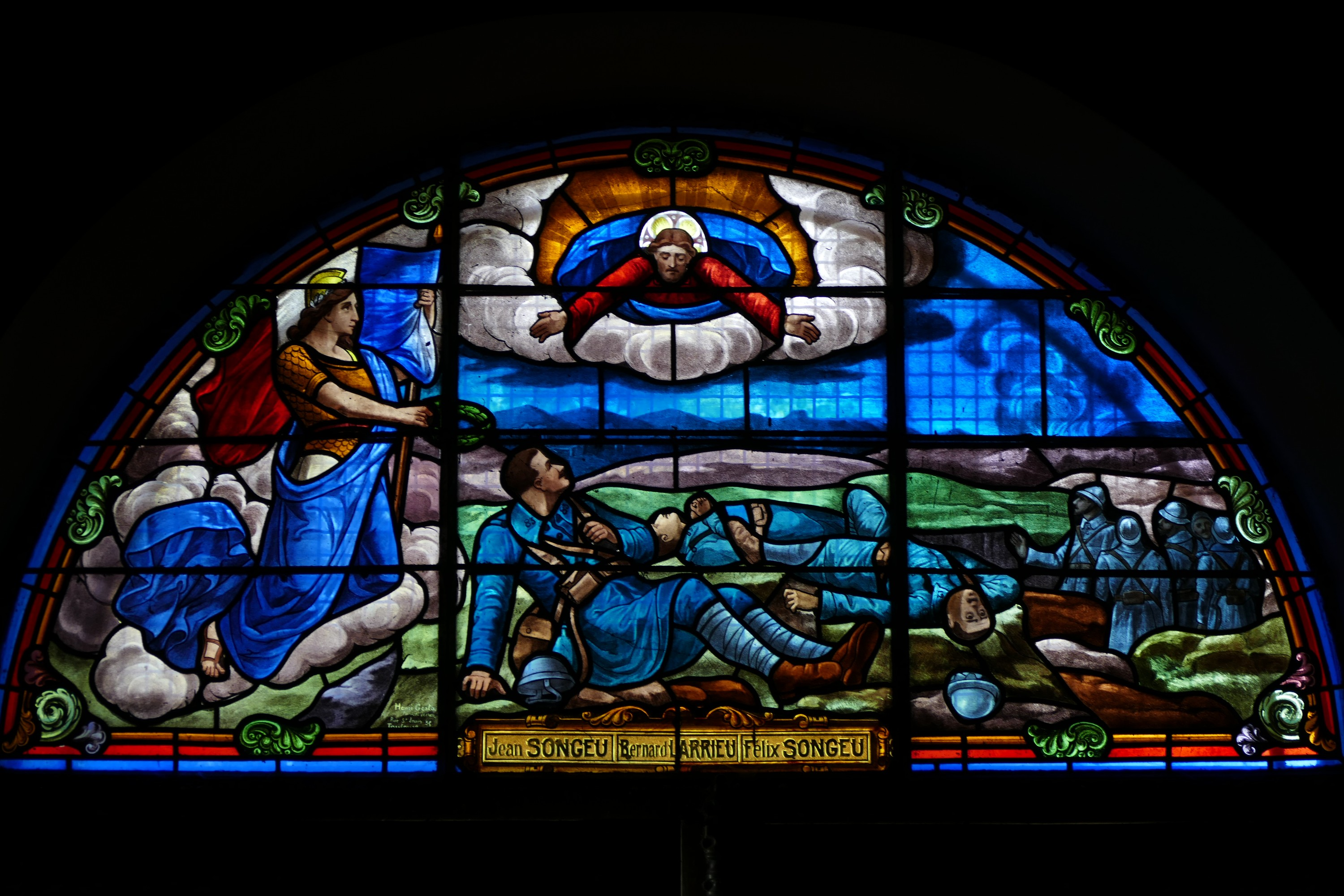
Le vitrail de 1920, montrant le Christ et les poilus.
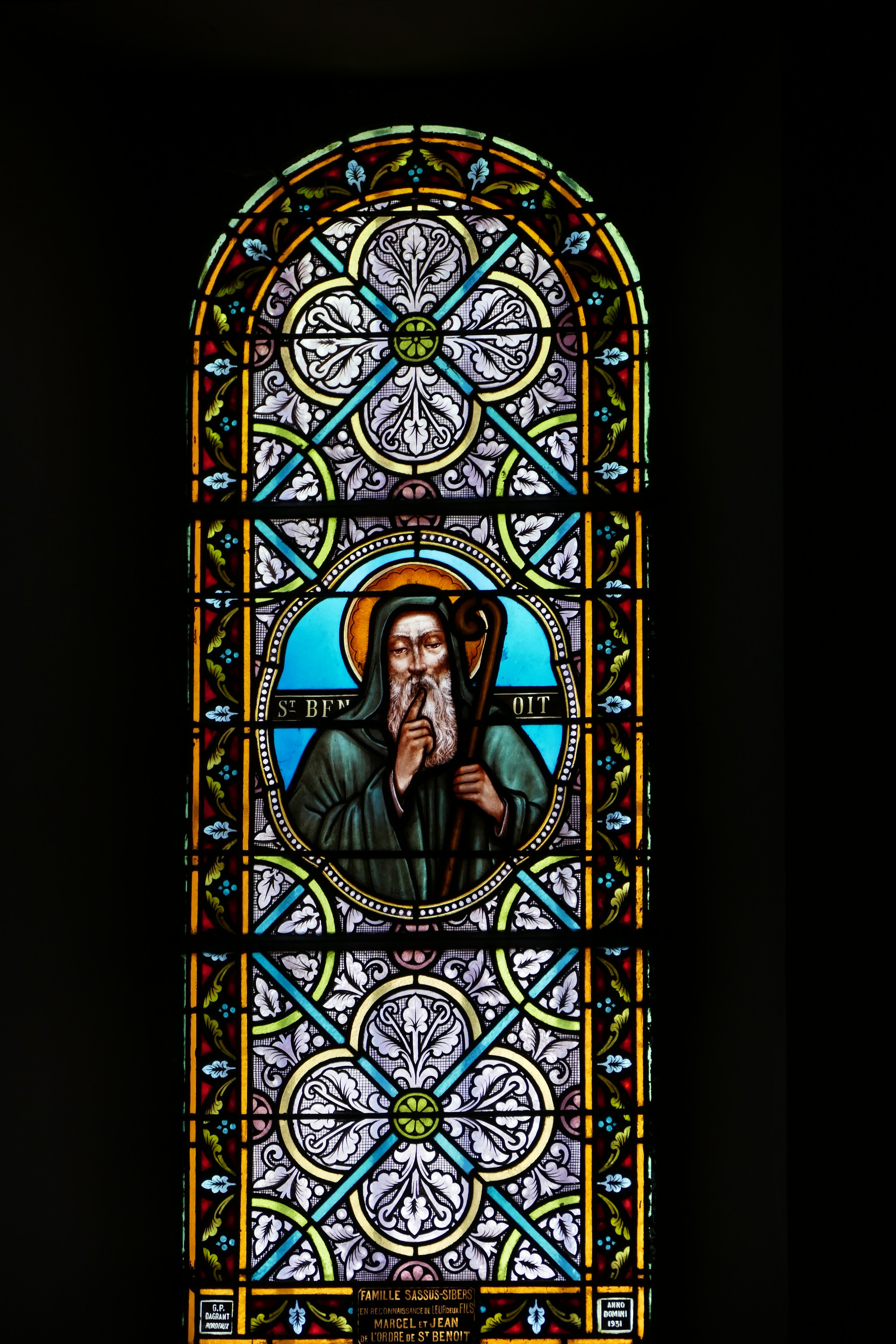
Vitrail de saint Benoît, de 1931.
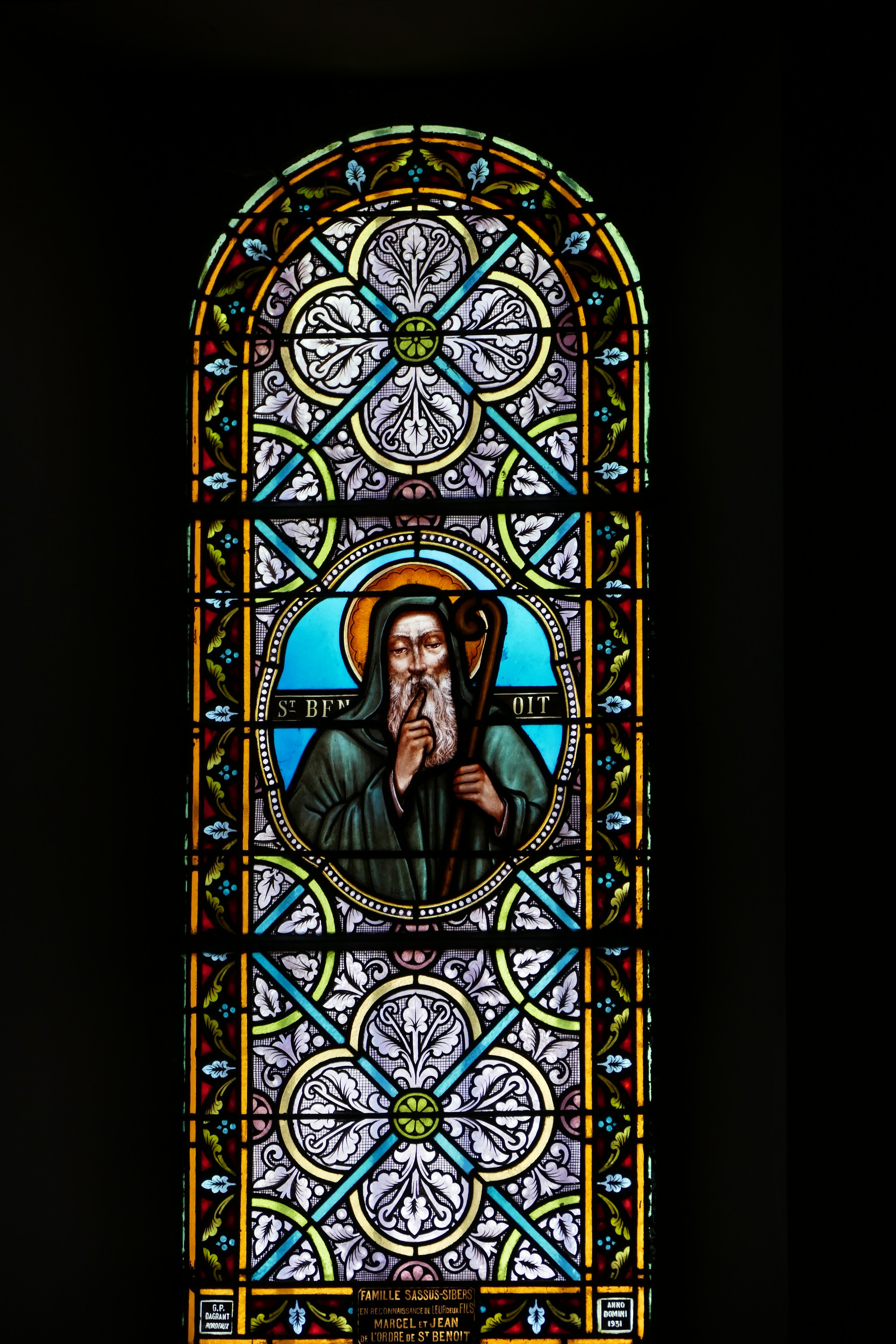
Vitrail de saint Michel, de 1931.